# Stor stormsvale
Stor stormsvale (Oceanodroma leucorhoa) er med sin vægt på ca. 45 gram, længde 21 cm og vingefang på 43-48 cm lang. Noget større end den lille stormsvale. Den kan leve i op til 20 år. Flugten er terneagtig med glidning på let bøjede vinger og hyppige skift af flyveretning. Fuglen har en kløft i halen og et brunligt felt på overvingens dækfjer. Om natten kan den ved redehullet lydbestemmes på forskellige snurrende lyde og i luften på det artstypiske "uika wika wika", som med korte intervaller gentages.
På Mykines og på Mykineshólm – Færøerne, yngler der et par tusind par af store stormsvaler. Den store stormsvale har sin hovedudbredelse ved Newfoundlands kyster på den anden side af Atlanten. I Europa yngler den spredt i trekantsområdet Norge, Island og Skotland. Man formoder, at de fleste overvintrer ud for tropisk Afrika.
Stor stormsvales årsrytme: Sidst i april måned kommer de første fugle tilbage til deres redehul, som de ofte selv har gravet. De lægger et 11 g stort hvidt æg i maj måned. Rugetiden er 41 dage. Ungen bliver fodret hver nat i ca. 60 dage, og da er ungen så overfed, at den ikke kan flyve. Forældrefuglene forlader derefter ungen, og i løbet af 8-10 dage har den tabt så meget, at den kan lette, og begynder så rejsen syd over mod Vestafrika. Ungerne vender hjem igen, når de er 2 til 3 år, og begynder at yngle, når de er 4 til 5 år gamle.
At deres lugtesans har stor betydning for dem for at finde ”hjem” ved man bl.a. fordi at man engang har prøvet at tilstoppe deres næsebor. Da viste det sig, at ingen af fuglene med tilstoppede næsebor kom tilbage til deres rede.
Man har også engang taget to fugle i deres rede i New Brunswick, Canada, og sluppet dem løs igen i Sussex i England. 13 dage senere var de tilbage igen i deres redehul 4800 km fra Sussex.[kilde mangler]